# Árbol de Piedra
Árbol de Piedra (« arbre de pierre ») est le nom d'une formation géomorphologigue due à l'érosion éolienne (ventifact). Ce monument naturel est situé dans le désert Siloli, à l'entrée de la réserve nationale de faune andine Eduardo Avaroa dans le département de Potosí en Bolivie.